# 小行星159778
小行星159778（159778 Bobshelton）是一颗绕太阳运转的小行星，为主小行星带小行星。该小行星于2003年6月20日发现。
該小行星以美國亞利桑那大學第19任校長羅伯特·謝爾頓（Robert Shelton）命名。

## 轨道参数
小行星159778的轨道半长轴为366 837 631 km，2.4521232 UA，离心率为0.199。